# Арефіно (Вачський район)
Арефіно (рос. Арефино) — село в Вачському районі Нижньогородської області Російської Федерації.
Населення становить 1466 осіб. Входить до складу муніципального утворення Арефинська сільрада.

## Історія
Від 2009 року входить до складу муніципального утворення Арефинська сільрада.

## Населення
| 1859 | 1897  | 1905  | 1926  | 1999  | 2002  | 2010  |
| ---- | ----- | ----- | ----- | ----- | ----- | ----- |
| 933  | ↗1770 | ↘1143 | ↗1308 | ↗1865 | ↘1644 | ↘1466 |